# Vahl-Ebersing
Vahl-Ebersing (1801 noch mit der Schreibweise Ebersin) ist eine französische Gemeinde mit 497 Einwohnern (Stand 1. Januar 2022) im Département Moselle in der Region Grand Est (bis 2015 Lothringen). Sie gehört zum Arrondissement Forbach-Boulay-Moselle und zum Gemeindeverband Saint-Avold Synergie.

## Geografie
Die Gemeinde Vahl-Ebersing liegt sechs Kilometer südöstlich der ehemaligen Bergbaustadt Saint-Avold und ca. 15 Kilometer von der Grenze zum Saarland entfernt. Der nördliche Teil des 6,42 km² umfassenden Gemeindegebietes besteht aus Wäldern und Viehweiden, der Südteil wird von Ackerflächen sowie bebauten Grundstücken geprägt. Das Gelände um die auf einem Höhenrücken gelegene Gemeinde fällt nach Nordosten und Süden zu den Quellbächen Ruisseau du Bischwald und L’Annelbach ab – beide sind Nebenflüsse der deutschen Nied.
Nachbargemeinden von Vahl-Ebersing sind Altviller und Lachambre im Norden, Biding im Osten, Laning und Lixing-lès-Saint-Avold im Süden sowie Lelling und Folschviller im Westen.

## Wappen
Das Gemeindewappen ist „redend“. Die V-Form steht für Val / Vahl (=Tal), der Eber für Ebersingen.

## Bevölkerungsentwicklung
| Jahr      | 1962 | 1968 | 1975 | 1982 | 1990 | 1999 | 2006 | 2013 | 2022 |
| Einwohner | 404  | 409  | 420  | 449  | 510  | 502  | 546  | 533  | 497  |

Im Jahr 1841 wurde mit 581 Bewohnern die bisher höchste Einwohnerzahl ermittelt. Die Zahlen basieren auf den Daten von cassini.ehess und INSEE.

## Sehenswürdigkeiten
- Kirche Saint-Jean-Baptiste aus dem 18. Jahrhundert

## Wirtschaft und Infrastruktur
Die Einwohner von Vahl-Ebersing leben von kleinen Handwerksbetrieben oder pendeln in die Industriebetriebe um Saint-Avold. Darüber hinaus sind in der Gemeinde sechs Landwirtschaftsbetriebe ansässig (Getreideanbau, Milchwirtschaft, Rinderzucht).
Die Fernstraße D 22 von Dieuze nach Saint-Avold führt als Westumgehung an Vahl-Ebersing vorbei. Die Straße D 24 verbindet die Gemeinde mit Barst an der Nationalstraße 56. Der nächste Bahnhof liegt im nahen Saint-Avold an der Bahnlinie Metz−Forbach.

## Belege
1. ↑  Ortsname auf cassini.ehess.fr
2. ↑  Wappenbeschreibung auf genealogie-lorraine.fr (französisch)
3. ↑  Vahl-Ebersing auf cassini.ehess
4. ↑  Vahl-Ebersing auf INSEE
5. ↑  Landwirtschaftsbetriebe auf annuaire-mairie.fr (französisch)